# Biotische Zersetzung
Biotische Zersetzung (oder biotischer Abbau, biotische Degradierung) bedeutet in der Chemie und Biologie die Zersetzung einer chemischen Verbindung in kleinere Moleküle oder gar in Elemente durch biologische Einflüsse.

## Biotische Zersetzung
Lebewesen, die biologische Stoffe abbauen, werden unter der Bezeichnung Saprobionten oder Destruenten zusammengefasst. Dies sind Tiere wie Milben, Asseln, und Mikroorganismen wie Bakterien (z. B. Actinomyceten) und Pilze. Dabei werden organische Stoffe, meist hochpolymere Proteine oder Kohlenhydrate von diesen Lebewesen zunächst mechanisch, dann chemisch entweder unter Luftausschluss (anaerob) oder Luftanwesenheit (aerob) zersetzt. Die Saprobionten nutzen dabei die organischen Verbindungen als Energiequelle.
Bei vollständiger Mineralisierung entstehen durch Zerlegung der Polymere über Enzyme aus der Klasse der Hydrolasen zuerst Monomere wie Aminosäuren und Monosaccharide. Diese werden dann vollständig zu Kohlenstoffdioxid, Wasser, Ammoniumverbindungen und Nitraten abgebaut. Bei nicht optimalen Bedingungen entstehen lediglich immer noch hochmolekulare Huminstoffe. Die Zersetzung von toten Lebewesen wird als Verwesung bezeichnet. Unter anaeroben Bedingungen wird die biologische Zersetzung als Fäulnis bezeichnet. Die Zersetzung von pflanzlichem Material unter aeroben Bedingungen wird im Gartenbau als Kompostierung bezeichnet.

### Biotischer Abbau

Abzeichen der DIN CERTCO und der European Bioplastics nach EN 13432

Die Zersetzung organischer Stoffe in Abfällen durch Saprobionten bzw. deren Enzyme, die Abfälle dem natürlichen Stoffkreislauf zuführt, wird auch allgemein biologischer Abbau genannt. Die biologische Abbaubarkeit industriell hergestellter Chemikalien, u. a. auf der Basis nachwachsender Rohstoffe wie in der Oleochemie, und Werkstoffe (bsp. Kunststoffe) wird mit (teilweise) spezifischen Testverfahren untersucht. Insbesondere für biologisch abbaubare Kunststoffe existieren Kennzeichnungssysteme. Oft werden auch die Begriffe Biodegradabilität oder Biodegradierbarkeit verwendet.
Substanzen werden als abbauresistent bezeichnet, wenn sie keinem biologischen Abbau unterliegen. Wenn sie auch durch sonstige chemische oder physikalische Prozesse nicht abgebaut werden, werden sie als persistent bezeichnet.

### Biokorrosion
Die Korrosion von Stoffen durch Lebewesen wird als Biokorrosion bezeichnet. Dazu gehören sowohl Zersetzungsprozesse, die deren Stoffwechsel dienen, als auch ausgeschiedene Sekundärmetaboliten, die zur Zersetzung führen.